# NGC 3035
NGC 3035 (другие обозначения — MCG -1-25-52, IRAS09494-0635, PGC 28415) — спиральная галактика в созвездии Секстант.
Этот объект входит в число перечисленных в оригинальной редакции «Нового общего каталога».
Галактика низкой поверхностной яркости в инфракрасном диапазоне. Чаще всего такие галактики небольшого размера, однако NGC 3035 достаточно крупная. 